# Chez moi (album, 1981)
Pour les articles homonymes, voir Chez moi (homonymie).
Albums de Valérie Lagrange
Valérie Lagrange
(1980) Les Trottoirs de l'éternité
(1984)
Singles
Chez moi est un album studio de la chanteuse française Valérie Lagrange, sorti en 1981.

## Titres
| 1.    | Showbiz         | 4:18 |
| 2.    | Toi             | 5:24 |
| 3.    | Alerte          | 5:02 |
| 4.    | Vengeance       | 5:21 |
| 5.    | Étiquettes      | 3:47 |
| 6.    | Ce sera le jour | 5:06 |
| 7.    | Chez moi        | 4:17 |
| 8.    | Masters of War  | 5:49 |
| 39:03 |                 |      |

## Crédits

### Paroles et musique
- Paroles de Valérie Lagrange et musique de Valérie Lagrange/Ian Jelfs
- Paroles et musique de Bob Dylan en 8 (Masters of War)

### Musiciens
- Arrangements : Ian Jelfs, Mick Glossop (en), The Ruts, Valérie Lagrange
- Guitares : Paul Fox des Ruts, Ian Jelfs, Steve Lovell
- Guitare basse : John Jennings des Ruts
- Batterie : Dave Ruffy des Ruts
- Percussions : Angus du groupe Aswad, Morris Pert (en)
- Claviers : Ian Jelfs, Mickey Gallagher
- Cuivres : The Rumour Brass
- Saxophone : Gary Barnacle
- Enregistrement ethnique des Papous de Nouvelle-Guinée (en 4) : Jean-Pierre Ruh

### Production
- Producteur : Mick Glossop (en) (Dukeslodge Enterprise Ltd)
- Enregistrement par Mick Glossop, assisté de Steve Travell, réalisé en mai-juin 1981 au  Royaume-Uni : 
  - Prise de son : Studios Townhouse à Londres
  - Mixage : Manor Studio à Oxford
- Éditeurs : 
  - Clouseau Musique (Philippe Constantin)
  - Witmark pour Masters of War
- Dessin recto jaquette : Leagve
- Photos intérieures pochette : Gérard Beullac, Catherine Faux, Laurence Sudre
- Album original : 33 tours (LP) stéréo Virgin Records 203.861 sorti en 1981

## Autour de l’album
- Fans des Ruts — Valérie Lagrange[1] : « Nous étions, Ian et moi, des vrais fans des Ruts ; avec Police, c’était notre groupe anglais favori du moment. Comme le premier album s’était bien vendu[2], nous pouvions plus facilement exiger ce que nous voulions. Nous nous étions pris à rêver : « Et si on enregistrait avec les Ruts ? » Comme ils étaient eux aussi chez Virgin, en Angleterre, nous leur avions fait parvenir les maquettes de nos nouveaux morceaux, dont Ian avait peaufiné les arrangements. Leur chanteur, Malcolm Owen, venait juste de mourir d’une overdose. Ils devaient être assez déstabilisés, mais ils avaient apprécié nos compositions et notre offre tombait à pic. »